# Пономарёв, Александр Леонидович
Александр Леонидович Пономарев (бел. Аляксандр Леанідавіч Панамароў; род. 1975, Минск, БССР, СССР) — белорусский дипломат.

## Биография
Родился в Минске.
Окончил Академию управления при Президенте Республики Беларусь по специальности «юриспруденция» в 1996 году, а в 2001 году — Институт государственной службы Академии управления при Президенте Республики Беларусь по специальности «внешняя политика и дипломатия».
1996—2000 гг. — Атташе Департамента международной безопасности и разоружения Министерства иностранных дел Республики Беларусь. Атташе, второй, первый секретарь, Департамент Европы, Министерство иностранных дел Республики Беларусь.
2004—2007 гг. — Первый секретарь, советник Департамента международной безопасности и контроля над вооружениями Министерства иностранных дел Республики Беларусь.
2007—2011 гг. — Советник Постоянного представительства Республики Беларусь при ООН и других международных организациях в Женеве.
Январь-июнь 2012 г. — Советник Департамента международной безопасности и контроля над вооружениями Министерства иностранных дел Республики Беларусь.
Июль 2012 г. — июнь 2014 г. — Заместитель начальника Департамента международной безопасности и контроля над вооружениями Министерства иностранных дел Республики Беларусь.
С 30 июня 2014 г. по 13 ноября 2018 года — Чрезвычайный и Полномочный Посол Республики Беларусь в Сирийской Арабской Республике.
27 января 2015 года назначен так же Чрезвычайным и Полномочным Послом Республики Беларусь в Ливане. Занимал эту должность до 13 ноября 2018 года.
С 16 марта 2015 года до 13 ноября 2018 года — Чрезвычайный и Полномочный Посол Республики Беларусь в Иордании. По совместительству.
13 ноября 2018 года назначен Чрезвычайным и Полномочным Послом Беларуси в Венгрии и по совместительству в Боснии и Герцеговине. С 12 февраля 2019 года назначен так же Чрезвычайным и Полномочным Послом в Хорватии. Освобождён от этих должностей 10 февраля 2022 года.

## Семья
Женат, имеет троих сыновей.